# La voce del padrone (album)
La voce del padrone è l'undicesimo album in studio del cantautore italiano Franco Battiato, pubblicato nel settembre 1981 dall'etichetta EMI Italiana; l'album fu pubblicato in Spagna con il titolo La voz de su amo e con i titoli dei brani tradotti.
Considerato una pietra miliare della discografia italiana nonché probabilmente il lavoro più popolare di Battiato, fu il primo long playing a superare il traguardo del milione di copie vendute in Italia. Condusse definitivamente alla fama l'artista siciliano, rimanendo il suo più grande successo. L'album restò al primo posto in classifica per diciotto settimane non consecutive fra il maggio e l'ottobre del 1982 e divenne l’album più venduto dell’anno.
Per promuovere il disco sia in Italia che all'estero vennero estratti otto singoli: uno per il mercato italiano, due per quello francese, due per quello spagnolo, due per quello olandese e, infine, uno per quello tedesco. In Francia, il singolo Centro di gravità permanente vendette 60 000 copie.

## Descrizione
Album pop, uscito nel 1981, facilmente fruibile per il pubblico (nonché ballabile) aprì nuovi scenari musicali per l'artista. Spesso caratterizzato da sonorità eleganti e raffinate con riferimenti al punk rock ed alla new wave, La voce del padrone è considerato più "semplice" dei precedenti L'era del cinghiale bianco e Patriots, ma più organico. Una particolarità dell'album è la presenza di numerosi strumenti molto differenti fra loro (vibrafono, organo Hammond, sezioni di archi, sintetizzatore e sequencer), qui utilizzati in modo "orchestrale".
Il titolo dell'album fa riferimento all'omonima etichetta discografica, a un omonimo romanzo di Stanisław Lem e al concetto di "padrone" della filosofia gurdjieffiana, in cui rappresenta la coscienza e la volontà dell'individuo.
Il disco venne stampato per la prima volta su CD nel 1988, sebbene tutte le canzoni dell'album, a eccezione di Segnali di vita, fossero già state incluse nella raccolta Battiato del 1986, che era stata la prima pubblicazione dell'artista sul formato digitale.
Nella raccolta del 2015 Anthology - Le nostre anime sono stati pubblicati nuovi missaggi di tutti i brani de La voce del padrone. Per festeggiare il quarantesimo anniversario del disco, il 19 marzo 2021 queste versioni remixate sono uscite in una nuova edizione dell'album su vinile e CD. Contemporaneamente, sulle piattaforme digitali TIDAL e Amazon Music è uscita una versione ulteriormente rielaborata utilizzando la tecnologia Dolby Atmos. L'album è così diventato il primo disco di un artista italiano ad usare questo sistema audio.
Il 24 settembre 2021 è stata pubblicata un'ulteriore versione speciale caratterizzata da una colorazione dorata sia della copertina che dei supporti. I brani hanno i missaggi originali e sono in una nuova rimasterizzazione curata da Alessandro Cutolo. In coda al CD sono presenti otto bonus track. La copertina è stata rivisitata da Francesco Messina che ha tolto i triangolini celesti e arancioni attorno a Battiato.

### Titolo
La voce del padrone è un'espressione di temi esoterici e filosofici che caratterizzano gran parte del lavoro di Battiato, rendendo questo album un'opera che invita alla riflessione sulla coscienza, sull'identità e sul rapporto tra l'uomo e la sua interiorità. Il titolo stesso richiama un significato profondo, legato a concetti esoterici e spirituali. La "voce del padrone" è interpretata come la voce della coscienza, che, secondo alcuni insegnamenti filosofici e spirituali, guida l'individuo attraverso la vita. Il concetto si ispira a un passo di Ouspensky, tratto dal suo libro Frammenti di un insegnamento sconosciuto (1976), in cui l'autore descrive l'essere umano come composto da quattro "corpi" simbolici: la carrozza (il corpo fisico), il cavallo (i desideri e i sentimenti), il cocchiere (il pensiero) e il padrone (la coscienza e la volontà). La "voce del padrone" in questo contesto è la coscienza che deve guidare il pensiero, i desideri e il corpo verso una condotta consapevole e armoniosa. Annino La Posta, nel suo libro Franco Battiato, soprattutto il silenzio (2010), commenta il brano dicendo che la "voce del padrone" è quella della coscienza che il pensiero "sveglio" deve imparare ad ascoltare, un concetto che si riallaccia anche alla filosofia di Gurdjieff, che teorizza la necessità di un pensiero consapevole per raggiungere l'autocoscienza e la crescita spirituale. Questo approccio filosofico si riflette nel testo e nel messaggio che il brano trasmette, invitando l'ascoltatore a un'introspezione profonda e alla ricerca di un equilibrio tra le diverse dimensioni dell'esistenza.

## I brani

### Bandiera bianca
Tra i brani più noti dell'album insieme a Cuccurucucù e Centro di gravità permanente, Bandiera bianca è una critica che prende di mira alcuni degli aspetti considerati dal cantautore i più immorali della società contemporanea, quali il terrorismo («in quest'epoca di pazzi ci mancavano gli idioti dell'orrore»), la politica («quei programmi demenziali con tribune elettorali»), e l'eccessiva dipendenza dai soldi («pronipoti di sua maestà il denaro»). Tra i musicisti citati nel brano vi sono Alan Sorrenti («siamo figli delle stelle», a cui si legano idealmente proprio i "pronipoti" prima citati), i Doors («This is the end, my only friend») e Bob Dylan (qui definito con la metonimia «Mister Tamburino» in un passaggio la cui parte finale - «I tempi stanno per cambiare» - sembra strizzare l'occhio al brano The Times They Are a-Changin'), mentre Ludwig van Beethoven, Frank Sinatra e Antonio Vivaldi sono stati ripresi per criticare la loro idealizzazione avvenuta durante gli anni settanta («A Beethoven e Sinatra preferisco l'insalata; a Vivaldi l'uva passa, che mi dà più calorie...»); è presente inoltre un riferimento ironico alla canzone classica Tutte le mamme.
Il ritornello («sul ponte sventola bandiera bianca») fa riferimento ad una poesia di Arnaldo Fusinato (L'ultima ora di Venezia) mentre il termine «Minima Immoralia» (qui utilizzato per dire “immoralità”) cita i Minima moralia di Theodor W. Adorno e in particolare l'edizione del 1976, pubblicata dalle Edizioni L'erba voglio e intitolata, appunto, Minima immoralia, aforismi "tralasciati" nell'edizione italiana (Einaudi, 1954). La citazione «c'è chi si mette degli occhiali da sole per avere più carisma e sintomatico mistero» è invece una dichiarazione auto-parodistica dello stesso Battiato, il quale è spesso apparso in pubblico indossando occhiali da sole.

### Cuccurucucù
Anch'esso fra i brani più noti di Battiato, Cuccurucucù cita, a volte con modifiche ironiche, la canzone Cucurrucucú paloma di Tomás Méndez, il Proemio dell'Iliade, Il mondo è grigio/il mondo è blu di Nicola Di Bari, Il mare nel cassetto di Milva, Le mille bolle blu di Mina e Da quando sei andata via di Gianni Mascolo. Fra le altre canzoni citate vi sono Lady Madonna e With a Little Help from My Friends dei Beatles, Ruby Tuesday dei Rolling Stones, Let's twist again di Chubby Checker, Just Like a Woman e Like a Rolling Stone di Bob Dylan.
Nei cori del brano, vi è la partecipazione di Giuni Russo con i suoi acuti e virtuosismi vocali.

### Centro di gravità permanente
Centro di gravità permanente è una canzone che fa riferimento al senso di smarrimento provato da Battiato. Come Bandiera bianca e Cuccuruccucù, la canzone è basata su un testo giocato, in apparenza, su immagini casuali. Il “centro di gravità” evocato nel titolo (citando Gurdjieff) è il luogo dell'intimità (il "sé" reale) dove il cantautore spera di trovare stabilità, ed essere un semplice osservatore. Questa esigenza gli permetterà di incontrare personaggi sapienti: la "vecchia bretone con un cappello e un ombrello di carta di riso e canna di bambù", i "capitani coraggiosi", i "furbi contrabbandieri macedoni", i "gesuiti euclidei vestiti come dei bonzi per entrare a corte degli imperatori della dinastia dei Ming" (ossia Matteo Ricci e Michele Ruggieri). Questi riferimenti culturali provengono probabilmente anche dalla frequentazione letteraria del mistico Georges Gurdjieff. Il titolo stesso allude a un concetto fondamentale degli insegnamenti di Gurdjieff, che suddivide l'essere umano in sette categorie, tra cui l'"uomo n. 4", che si distingue per la conoscenza di sé e per il raggiungimento di un "centro di gravità permanente". Questo centro rappresenta una stabilità interiore, una consapevolezza profonda di sé che permette di superare le influenze esterne e le distrazioni. Centro di gravità permanente è un brano che esprime questa ricerca di equilibrio e consapevolezza, rivelando l'influenza di Gurdjieff sulla musica e la filosofia di Battiato.
Nel 2020 partecipa al concorso radiofonico I Love My Radio, a cui hanno preso parte in totale 45 canzoni.

### Segnali di vita
Segnali di vita è un brano che anticipa lo stile pop più riflessivo dei dischi successivi; è noto per il suo testo criptico e per le sue profondità filosofiche, che attingono a concetti della filosofia gurdjieffiana, un sistema di pensiero che aveva influenzato Battiato in quel periodo della sua carriera.
Nel testo di Segnali di vita, Battiato esplora due temi principali tratti dalla filosofia di Georges Ivanovich Gurdjieff, con riferimenti espliciti ai concetti di essenza e personalità. La canzone inizia con la riflessione: "Si sente il bisogno di una propria evoluzione, sganciata dalle regole comuni, da questa falsa personalità". Qui, Battiato richiama il binomio essenza-personalità, un tema centrale nel pensiero di Gurdjieff e del suo discepolo Ouspensky. Ouspensky, nel suo libro L’evoluzione interiore dell’uomo (1972), espone la nozione che l'individuo è diviso in due parti: l'essenza e la personalità. L’essenza è descritta come l’aspetto autentico dell’individuo, ciò che gli appartiene veramente, mentre la personalità è un insieme di strutture acquisite e non originali, che non gli appartengono in senso profondo. La filosofia gurdjieffiana sostiene che, idealmente, l’essenza dovrebbe dominare la personalità, ma quando è la personalità a prevalere sull’essenza, si ottengono risultati negativi e distorsivi per l'individuo.
Un altro elemento chiave nel brano è il riferimento al "pensiero associativo", una componente fondamentale nella psicologia gurdjieffiana. Battiato, infatti, canta: "Ti accorgi di come vola bassa la mia mente? È colpa dei pensieri associativi se non riesco a stare adesso qui". Questo passaggio allude al concetto di "presenza", che Gurdjieff intende come la capacità di essere pienamente consapevoli e concentrati nel "qui e ora", senza essere prigionieri dei pensieri automatici e associativi che distraggono la mente. Secondo Gurdjieff, la maggior parte delle persone vive in uno stato di sonno psicologico, in cui la mente è pervasa da pensieri involontari che non consentono di vivere nel presente. La pratica della "presenza" è vista come un modo per superare questa condizione di automaticità mentale e per riconnettersi con il proprio essere autentico.

### Le altre canzoni
Le altre canzoni presenti nell'album sono Summer on a Solitary Beach, Gli uccelli, e Sentimiento nuevo. La prima rievoca un'atmosfera nostalgica e irreale (secondo le intenzioni del cantautore il brano doveva rievocare una "spiaggia metafisica"), la seconda si distingue per la sua vena poetica (si tratta di una lode al volo degli uccelli), mentre la terza è un'ode all'amore fisico.

## Accoglienza
| Recensione              | Giudizio       |
| ----------------------- | -------------- |
| Ondarock                | Pietra miliare |
| Dizionario del pop-rock |                |

In un referendum promosso da Musica e dischi La voce del padrone è stato valutato come il secondo miglior album italiano di musica leggera degli anni ottanta, superato solamente da Creuza de mä di Fabrizio De André, indice di un apprezzamento generale di questo disco sia dal pubblico che dalla critica.
Anche la rivista Rolling Stone Italia ha collocato l'album alla posizione numero 2 nella classifica dei 100 dischi italiani più belli di sempre. Più in generale, la critica lo ha definito "un raffinato connubio di pop e poesia".

## Tracce
Testi di Franco Battiato; musiche e arrangiamenti di Franco Battiato e Giusto Pio.

### Lato A
1. Summer on a Solitary Beach – 4:48
2. Bandiera bianca – 5:19
3. Gli uccelli – 4:43

Durata totale: 14:50

### Lato B
1. Cuccurucucù – 4:10
2. Segnali di vita – 3:39
3. Centro di gravità permanente – 3:58
4. Sentimiento nuevo – 4:16

Durata totale: 16:03

### 40th Anniversary Edition
1. Summer on a Solitary Beach – 4:48
2. Bandiera bianca – 5:19
3. Gli uccelli – 4:43
4. Cuccurucucù – 4:10
5. Segnali di vita – 3:39
6. Centro di gravità permanente – 3:58
7. Sentimiento nuevo – 4:16
8. Bandera blanca (da Nomadas) – 4:44
9. Cuccurucucù (da Ecos de Danzas Sufi) – 4:11
10. Centro de gravedad (da Ecos de Danzas Sufi) – 3:40
11. Sentimiento nuevo (da Ecos de Danzas Sufi) – 3:58
12. Summer on a Solitary Beach (live) (da Giubbe rosse) – 3:31
13. Cuccurucucù (live) (da Giubbe rosse) – 2:59
14. Centro di gravità permanente (live) (da Giubbe rosse) – 3:54
15. Gli uccelli (live) (da Giubbe rosse) – 4:44

Durata totale: 62:34

## Formazione
- Franco Battiato – voce
- Giusto Pio – violino
- Alberto Radius – chitarra
- Filippo Destrieri – tastiera
- Paolo Donnarumma – basso
- Alfredo Golino – batteria
- Claudio Pascoli – sax
- Donato Scolese – vibrafono
- I Madrigalisti di Milano – cori

### Produzione
- Angelo Carrara – produzione
- Francesco Messina – art director
- Roberto Masotti – fotografia
- Enzo "Titti" Denna – ingegneria acustica
- Giusto Pio – musica, arrangiamenti, direttore d'orchestra
- Franco Battiato – testi, musica, arrangiamenti

## Classifiche

### Classifiche settimanali
| Classifica (1981-82) | Posizione massima |
| -------------------- | ----------------- |
| Italia               | 1                 |
| Classifica (2021)    | Posizione massima |
| Italia               | 5                 |

### Classifiche di fine anno
| Classifica (1982) | Posizione |
| ----------------- | --------- |
| Italia            | 1         |
| Classifica (2021) | Posizione |
| Italia            | 79        |